# Rognaix
Rognaix is een gemeente in het Franse departement Savoie in de regio Auvergne-Rhône-Alpes en telt 374 inwoners (1999). De plaats maakt deel uit van het arrondissement Albertville.

## Geografie
De oppervlakte van Rognaix bedraagt 9,0 km², de bevolkingsdichtheid is 41,6 inwoners per km².
De onderstaande kaart toont de ligging van Rognaix met de belangrijkste infrastructuur en aangrenzende gemeenten.

## Demografie
Onderstaande figuur toont het verloop van het inwonertal (bron: INSEE-tellingen).